# Туйдан
Туйдан (кит. трад. 退黨運動, упр. 退党运动, пиньинь Tuìdǎng yùndòng, «движение выхода из [коммунистической] партии») — движение за выход из Коммунистической партии Китая. Инициатором движения является связанная с новым религиозным движением Фалуньгун газета «The Epoch Times» (кит. трад. 大紀元, упр. 大纪元, пиньинь Dàjìyuán), однако среди его участников есть как практикующие, так и не практикующие «Фалуньгун», в том числе известные[кто?] китайские правозащитники и диссиденты.
Известны случаи, когда активистами, спикерами и руководителями движения Туйдан выступают люди, никогда не состоявшие в КПК и даже не жившие в КНР. Так, Сен Ние, выступающий как член правления Туйдан и «китайский оппозиционер», согласно опубликованной биографии был жителем Тайваня, где Коммунистическая партия запрещена, а сейчас живет и работает в США. «Директором по связям» в движении является американец Дэвид Томпкинс. Штаб-квартира движения находится в Нью-Йорке, так же как главная редакция «Великой Эпохи» и резиденция основателя Фалуньгун Ли Хунчжи, с которыми аффилирован Туйдан.
Туйдан («отказ от партии») — символический акт, посредством которого человек порывает всякую связь с коммунистической партией и её дочерними организациями (китайским комсомолом, пионерской организацией); при этом он не обязательно влечет за собой какие-либо действия и сообщения в адрес самой парторганизации. Газета «Великая Эпоха» заявляет, что с 2004 года по август 2011 года, собрала более 100 миллионов заявлений о выходе, а на апрель 2015 года сайт движения сообщал уже о 200 миллионах вышедших — при том, что численность КПК не превышала 87 миллионов человек, и по официальной статистике, переживает рост.
Это дало представителям Туйдан повод называть себя «самым массовым общественным движением». Однако многие из заявлений подписаны псевдонимами, что делает названные цифры не проверяемыми. Также практикуется написание заявлений от имени умерших людей.